# Mijn Broer en Ik
Mijn broer en ik is een Belgische muziekband. Ze bestaat uit de broers Toon (29 maart 1996) en Arnoud Vangrunderbeek (23 januari 1995) uit Elewijt. Het duo werd bekend in 2007 via Eurosong for Kids, een programma op één waar preselecties werden gehouden voor het Junior Eurovisiesongfestival. Het nummer dat ze daar brachten heet 'Knallen' en is een mix van jump en accordeon-muziek. Ondanks hun jonge leeftijd hebben ze het nummer zelf geschreven. In 2008 brachten ze het nummer Overal Muziek uit. In april 2009 hebben ze aan de tweede editie van KETNET POP Juniors deelgenomen. Hun nieuwe nummer heet "Pommelien".
In 2021 heeft Toon zijn eerste solo single uitgebracht onder de naam Fairytale Paradise.

## Singles
| Single met hitnotering(en) in de Vlaamse Ultratop 50 | Datum van verschijnen | Datum van binnenkomst | Hoogste positie | Aantal weken | Opmerkingen |
| ---------------------------------------------------- | --------------------- | --------------------- | --------------- | ------------ | ----------- |
| Knallen                                              | 2007                  | 27-10-2007            | 42              | 1            |             |